# 작은 아씨들 (1949년 영화)
《작은 아씨들》(영어: Little Women)은 1949년 개봉한 미국의 드라마 영화이다. 머빈 르로이가 감독을 맡았으며, 루이자 메이 올컷의 동명 소설이 영화의 원작이다.

## 출연

### 주연
- 준 앨리슨
- 피터 로퍼드
- 마거릿 오브라이언
- 엘리자베스 테일러
- 재닛 리

### 조연
- 로사노 브라치
- 메리 애스터
- 루실 왓슨
- C. 오브리 스미스
- 엘리자베스 패터슨
- 리언 에임스
- 해리 대번포트
- 리처드 스테이플리
- 코니 길크리스트
- 엘런 코비
- 프랭크 대리엔
- 올린 하울런드
- 아서 월쉬
- 윌 라이트

## 기타
- 미술: 세드릭 기븐스
- 미술: 폴 그로스
- 의상: 월터 플렁킷

## 같이 보기
- 작은 아씨들 (1933년 영화)
- 작은 아씨들 (1994년 영화)
- 작은 아씨들 (2019년 영화)